# Vall de la Gavarresa

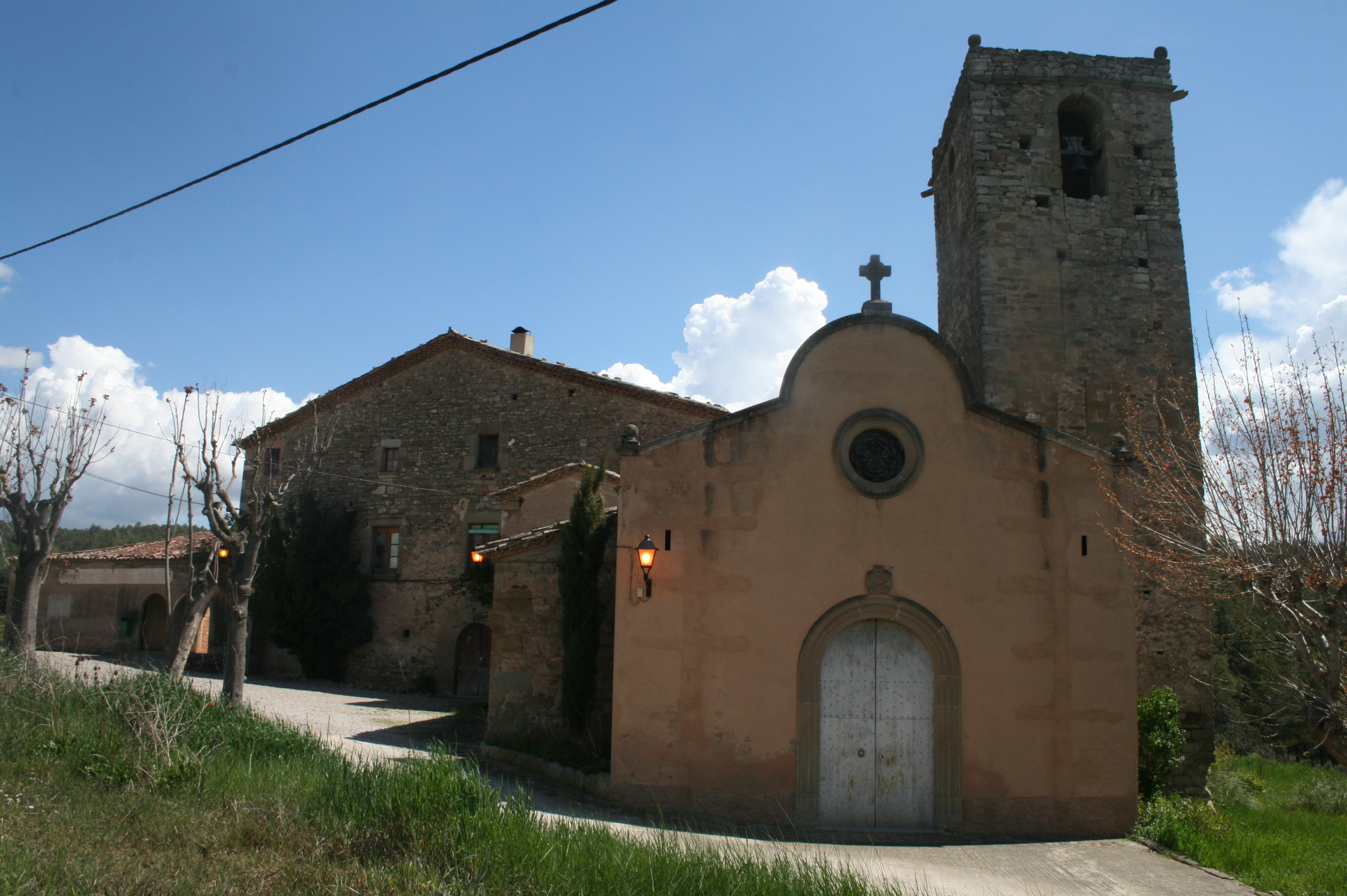
Església romànica de Santa Maria d'Horta, propera al curs de la Riera Gavarresa

La Vall de la Gavarresa és una zona geogràfica natural, cohesionada entorn dels cursos mig i baix de la Riera Gavarresa. Està situada parcialment en les comarques del Bages i el Moianès i engloba, si bé no està definit administrativament, els municipis de Santa Maria d'Oló, Avinyó, Artés, Calders i Monistrol de Calders. Altres documents limiten la delimitació de la vall al sols municipis Avinyó i Artés.
Geològicament parlant, és una conca d'erosió amb relleus tabulars oligocènics. La història d'aquesta conca està lligada als marcats moviments poblacionals, socials i econòmics que es donen entre les poblacions entorn del curs de la riera Gavarresa i els seus afluents principals: les rieres de Relat, Lluçanès, Malrubí i Oló, així com diversos torrents.
Aquesta idiosincràsia local marcà durant segles una xarxa de comunicacions, proveïment d'aigua i agricultura comunes entre les poblacions, que van teixir un gran intercanvi econòmic i demogràfic entre elles. Serveixi d'exemple l'antic camí i actual carretera que, seguint el curs de la riera, era el que comunicava la plana de Manresa amb el Lluçanès, passant per Artés i Avinyó amb diversos ramals que comunicaven amb els altres pobles de la zona.
Durant segles, la considerable distància i temps emprat fins a la capital comarcal (a diferència del que succeïa amb pobles més propers a aquesta), feu que els mercats locals tingueren una gran importància. Van unir les poblacions de la zona que evitaven d'aquesta manera una dependència més gran del nucli de la comarca.
Estadístiques dels registres municipals artesencs corroboren aquesta afirmació. Aquests mostren que hi havia un gran moviment poblacional entre les poblacions de la zona, de manera que representaven la major part d'immigracions i emigracions d'aquestes fins ben entrat el segle xx. Per exemple, s'hi recull que l'any 1896 el 3,6% dels habitants de Calders, el 3,9% dels habitants d'Avinyó i l'1,8% dels habitants d'Oló es traslladen a Artés. El registre de 1936 encara és més explícit, tal com mostra la taula següent:
| Municipi             | Percentatge sobre els habitants del poble d'origen (1936) |
| -------------------- | --------------------------------------------------------- |
| Calders              | 9,3%                                                      |
| Avinyó               | 6,9%                                                      |
| Oló                  | 6,2%                                                      |
| Monistrol de Calders | 2,8%                                                      |

Són remarcables els percentatges procedents de Monistrol de Calders i sobretot de Calders, pobles lligats també des de fa temps a una altra comarca natural, el Moianès, i que uneixen aquestes dues zones naturals.
És de remarcar el paper de comunicació que representava la Vall de la Gavarresa entre els pobles de la Vall i els de l'altiplà del Lluçanès, regat pel curs superior de la riera Gavarresa. Tal com es recull en els mateixos registres municipals, es destaca que l'any 1936 un 4,5% dels habitants de Sant Feliu Sasserra, un 1,8% dels habitants d'Oristà i un 1,2% dels habitants de Prats de Lluçanès emigren cap a Artés, fet que mostra l'elevada relació entre els municipis d'ambdues subcomarques.
Si bé la modernització i la millora de les comunicacions han reduït la cohesió demogràfica de la zona -de la mateixa manera que ha succeït en totes les altres comarques catalanes-, aquesta unió encara es fa notar per exemple en l'educació secundària, on l'IES d'Artés rep els alumnes de tots els altres pobles de la Vall, o en els mercats setmanals de les diverses poblacions, que són encara concorreguts pels habitants dels altres pobles.
Encara que mai s'ha reivindicat de manera intensa l'establiment oficial administratiu com a comarca, el sentiment local lligat al curs de la citada riera es fa evident, com senyalen les mencions a la Vall de la Gavarresa en publicacions (periòdic Gavarresa, que es distribuïa entre els pobles de la zona), en la descripció geogràfica que es dona en diverses publicacions municipis, en senders (sender PR-C 136 «Ruta Montcogul-Gavarresa» que discorre entre els termes municipals d'Artés i Avinyó), etc.
La població total de la subcomarca es divideix de la següent manera:
| Municipi             | Habitants (2008) |
| -------------------- | ---------------- |
| Santa Maria d'Oló    | 1.089            |
| Avinyó               | 2.222            |
| Artés                | 5.305            |
| Calders              | 914              |
| Monistrol de Calders | 701              |
| Total                | 10.231           |